# Villeneuve-le-Roi
Villeneuve-le-Roi és un municipi francès situat al departament de Val-de-Marne, a la regió d'Illa de França.
Forma part del cantó d'Orly i del districte de Créteil. I des del 2016, de la divisió Grand-Orly Seine Bièvre de la Metròpoli del Gran París.

## Fills il·lustres
- Tony Duvert (1945 - 2008) escriptor i periodista. Premi Médicis de l'any 1973.